# Vasant Raiji
Vasant Naisadrai Raiji (Vadodara, 26 de enero de 1920-13 de junio de 2020) fue un jugador de críquet de primera clase e historiador del críquet indio. Participó en nueve partidos de primera clase entre 1939 y 1950.

## Biografía
Nació en Vadodara. Representó un equipo de un Club de críquet de India en su debut en un partido de exhibición de primera clase en 1939, puntuó 0 puntos en la primera parte y sólo una carrera en la segunda. En 1941-42 abrió el bateo para Bombay en el Trofeo Ranji y fue reserva para el equipo indio en el Pentagular de Bombay de 1941. Luego fue transferido para jugar por Baroda y sus dos puntuaciones más altas llevaron a la victoria de Baroda sobre Maharashtra en el Trofeo Ranji 1944-45, cuando  hizo 68 y 53. Su hermano menor Madan también jugó críquet de primera clase para Bombay.
Al final de la carrera deportiva de Raiji, se volvió escritor y es el autor de varios trabajos importantes sobre los inicios del críquet indio. Fue contable  por profesión y escribió dos libros sobre el tema. En los años 30 fue uno  de los miembros fundadores del Jolly Criquet Club en Bombay junto con su amigo Anandji Dossa, quién era un estadístico renombrado de críquet.
Hacia el final de su vida, vivió en el área Walkeshwar del sur de Mumbai. Luego de la muerte de B. K. Garudachar en febrero de 2016, llegó a ser el criqueter de primera clase más longevo de India. Celebró su cumpleaños número 100 en enero de 2020, acompañado por Steve Waugh, Sunil Gavaskar y Sachin Tendulkar. El 7 de marzo de 2020, llegó a ser el criqueter de primera clase más longevo del mundo, tras la muerte de John Manners. Falleció el 13 de junio de 2020 a la edad de 100 años. Fue sobrevivido por su mujer y sus dos hijas.

## Libros
- Ranji: La Leyenda y el Hombre (1963)
- Duleep: El Hombre y Su Juego (coeditado; 1963)
- Victor Trumper: El Ideal Pretendido de un Criqueter (editado; 1964)
- Ranji: Un Álbum Centenario (editado; 1972)
- L. P. Jai: Memorias de un Gran Bateador (editado; 1976)
- El Idilio del Trofeo Ranji (1984)
- Hombres de Hambledon de India (1986)
- CCI y el Estadio Brabourne, 1937-1987 (con Anandji Dossa; 1987)
- C. K. Nayudu: El Shahenshah del Críquet indio (1989)
- Duleep: Un Tributo Centenario (editado; 2005)
- De Presidencia a Pentangular (con Mohandas Menon; 2006)
- Memorias de críquet: Hombres y Partidos de los Días Bygone (2010)[15]